# ابوالفتح منوچهر خان
ابوالفتح منوچهر خان (درگذشتهٔ ۱۶۳۶ میلادی) از صاحب منصبان و غلامان صفوی با اصالت ارمنی بود. مانند پدرش قرچغای خان، منوچهر خان در مشهد به عنوان استاندار خراسان در دوران شاه عباس اول و شاه صفی بود. برادر او علی قلی خان بخشدار قم و رئیس کتابخانه عباس اول شد. پسر منوچهر خان، قرچغای خان دوم (درگذشت ۱۶۶۸) هم بعد از پدر فرماندار مشهد شد. همه آنها از نخبگان فرهنگی و فکری صفویه بودند که با القابی مثل اهل الفضل و کمال و صاحب معاشر و اسرار شناخته می‌شدند.

## کارهای او
منوچهر خان یک پیشرو در حمایت از هنر به همراهی کنجکاوی و علاقه به نجوم بود. به سفارش او یکی از بهترین نسخه‌های مصور خطی آن دوره نگاشته شد، ترجمه فارسی از کتاب صور الکواکب الثابته از صوفی رازی، نگاشته شده بین سال‌های ۱۶۳۰ تا ۱۶۳۳ میلادی که امروزه در کتابخانه عمومی نیویورک نگهداری می‌شود.
در سالهای ۱۶۳۲–۱۶۳۳ میلادی، منوچهر خان، حسن ابن سعد قائنی، استاد ملک حسین نقاش اصفهانی و رضوان بیگ زرنشان را استخدام کرد که یک کره سماوی بسازند که بعدها به نام کره منوچهر شناخته شد.